# Fernando Díaz del Río
Fernando Díaz del Río Soto (Las Palmas de Gran Canaria, 15 febbraio 2003) è un nuotatore artistico spagnolo.

## Palmarès
- Mondiali

Fukuoka 2023: oro nel solo tecnico.
- Europei

Roma 2022: argento nel solo tecnico e nel solo libero

### Coppa del Mondo
- 10 podi:
  - 4 vittorie (3 nel duo, 1 nella gara individuale)
  - 2 secondi posti (1 nella gara individuale e 1 nel duo)
  - 4 terzi posti (2 nel duo e 2 nella gara individuale)

#### Coppa del mondo - vittorie
| Data           | Luogo    | Paese  | Disciplina   |
| -------------- | -------- | ------ | ------------ |
| 14 maggio 2023 | Soma Bay | Egitto | Duo tecnico  |
| 15 maggio 2023 | Soma Bay | Egitto | Duo libero   |
| 2 giugno 2023  | Oviedo   | Spagna | Solo tecnico |
| 2 giugno 2023  | Oviedo   | Spagna | Duo tecnico  |